# Les Fleurs bleues
 (novembre 2014).
Si vous disposez d'ouvrages ou d'articles de référence ou si vous connaissez des sites web de qualité traitant du thème abordé ici, merci de compléter l'article en donnant les références utiles à sa vérifiabilité et en les liant à la section « Notes et références ».
Les Fleurs bleues est un roman de Raymond Queneau, paru en 1965.

## Structure narrative
Ce roman présente une structure narrative particulière. En effet, l'histoire racontée est d'une part celle de Cidrolin, un individu insolite qui habite sur une péniche et vit dans les années soixante, et d'autre part celle du duc d'Auge, un personnage médiéval qui semble voyager à travers l'histoire jusqu'à l'époque de Cidrolin. L'une des particularités du roman réside dans le fait que la transition entre un chapitre consacré à Cidrolin et le suivant consacré au duc d'Auge se fait lorsque l'un des personnages s'endort et commence à rêver du second. Il devient alors très vite impossible de savoir qui rêve de qui.
Les Fleurs bleues est en fait basé sur un apologue chinois dont il est fait mention dans le synopsis, extrait d'une note en tête du livre :

« Tchouang-tseu rêve qu'il est un papillon, mais n'est-ce point le papillon qui rêve qu'il est Tchouang-tseu ? »

Le livre est aussi truffé d'anachronismes volontaires en tout genre, que ce soit dans les époques (le duc d'Auge appelle son époque « Moyen Âge ») ou les mots (le duc d'Auge parle de péniche et de mouchoirs, alors que ces choses ne seront inventées que bien plus tard). De plus, l'orthographe utilisée dans le roman se révèle intentionnellement non standard : on y retrouve des graphies telles que campigne ou houature. Rien n'est laissé au hasard : on a ainsi, dès la première page, des « Sarrasins de Corinthe », des « Francs anciens », et des Alains qui « regardaient cinq Ossètes », des Normands qui « buvaient du calva »… Aux jeux de mots et trouvailles de langage est associée une réflexion (comme dans tous les romans de Queneau) sur la dimension phonétique du langage et de la pensée, une donnée subversive s'inscrivant ainsi dans la communication.
Le titre Les Fleurs bleues se retrouve dans les derniers mots du livre. Outre cette première explication, on peut faire un parallèle entre l'époque médiévale du duc d'Auge et le monde mythique (également médiéval) du roman Henri d'Ofterdingen de l'auteur allemand Novalis, dans lequel fut inventée la notion d'amour « fleur bleue ». Ainsi cette référence renverrait au mythique Moyen Âge présent dans le livre à travers le duc.
En outre, la « fleur bleue » est le myosotis, qui dans le langage des fleurs renvoie à l'acte de mémoire, et qu'on appelle aussi le ne-m'oubliez-pas (forget-me-not en anglais). Le roman est fondé sur le désir de se souvenir de ses rêves, et d'en tirer des enseignements pour mieux vivre ou pour créer.

## Adaptations
En 2002, Stefano Bollani publie Les fleurs bleues (it), un album inspiré du roman de l'écrivain français Raymond Queneau.